# Trichonephila clavata
Trichonephila clavata ist eine Spinnenart aus der Familie der Seidenspinnen (Nephilidae). Das Verbreitungsgebiet erstreckt sich über Teile Südostasiens von Indien bis Japan. Die Art heißt auf Japanisch Jorō-Gumo (女郎蜘蛛, wörtlich: „Prostituiertenspinne“).

## Merkmale

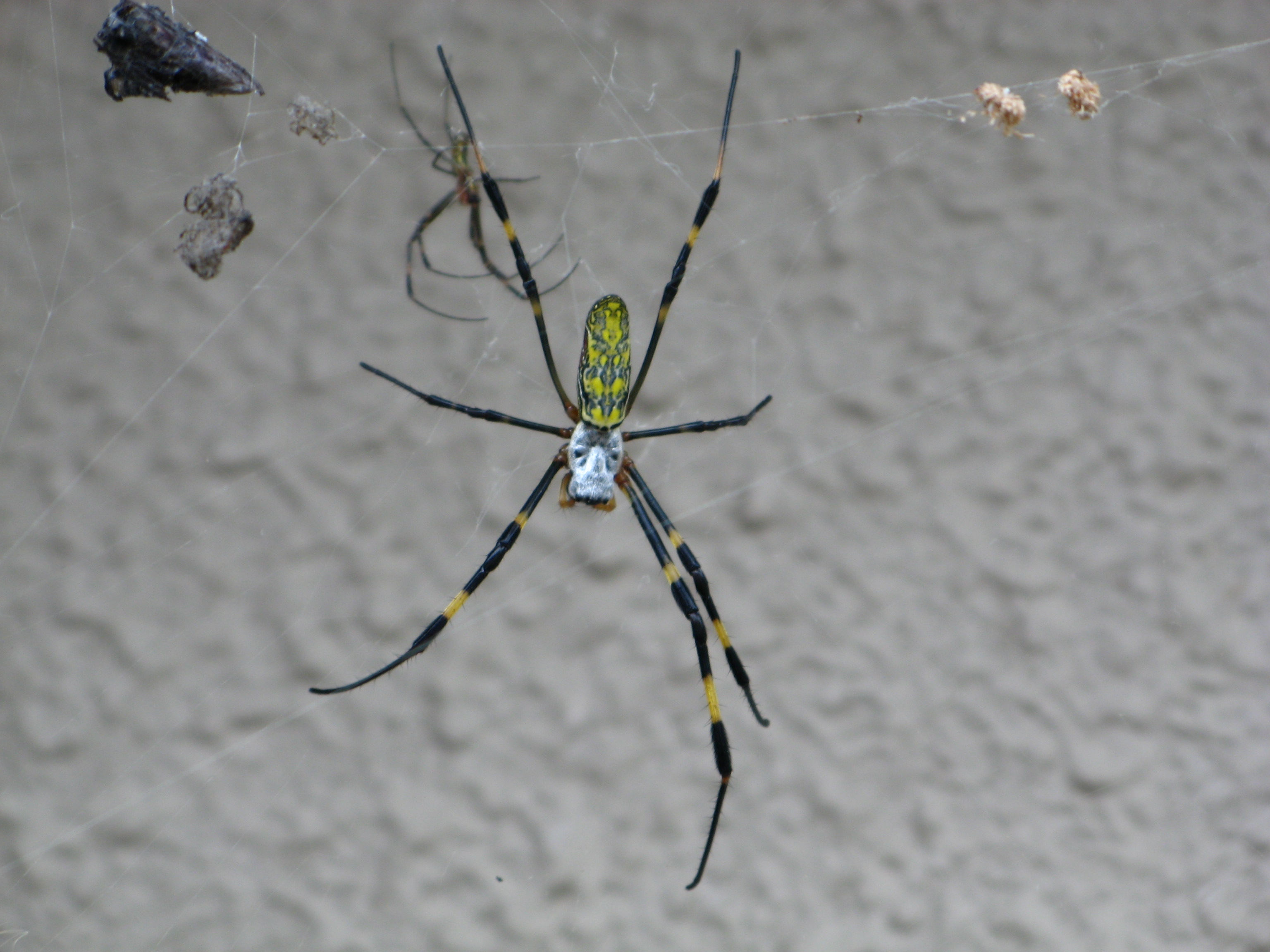
Adultes Weibchen mit fehlendem Laufbein von oben

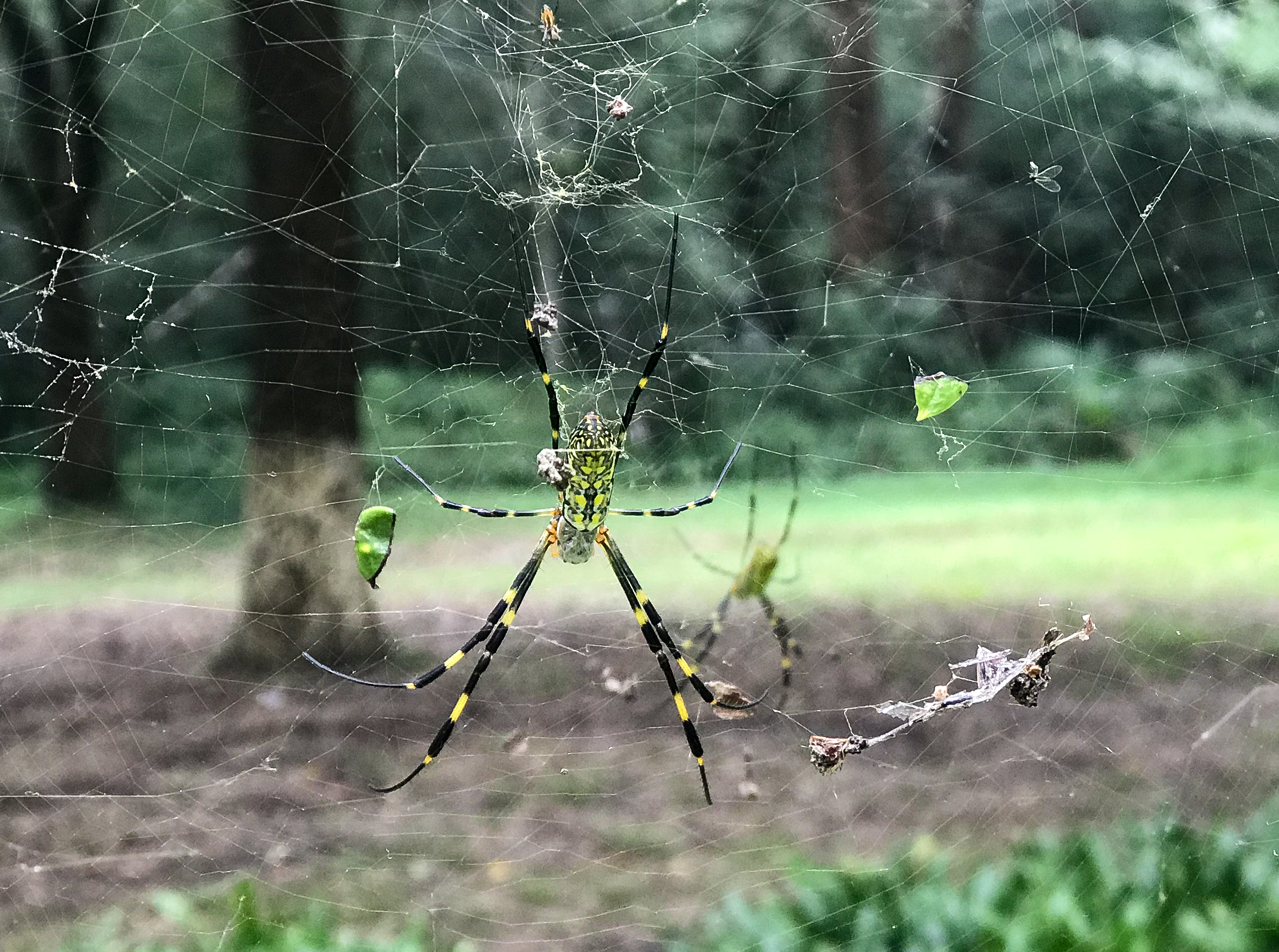
Weibchen mit gut erkennbarer Zeichnung

Wie bei vielen Vertretern der Familie ist auch bei dieser Art der Sexualdimorphismus hinsichtlich der Größe enorm. Die Körperlänge eines ausgewachsenen Weibchens beträgt zwei bis drei Zentimeter. Die Körperlänge der Männchen entspricht etwa der Länge des Vorderkörpers (Prosoma) der Weibchen.
Das Weibchen hat einen auffällig gefärbten, langgestreckten Hinterkörper (Opisthosoma). In der Seitenansicht ähnelt der Hinterkörper einem nach oben geöffneten Trapez. Das Opisthosoma ist ca. doppelt so lang wie das Prosoma. Es ist auf der Oberseite auffällig gemustert, wobei die Zeichnungen je nach Exemplar unterschiedlich aussehen: Einige Tiere haben ein gelbgraues gemustertes Opisthosoma mit größeren schwarzen Partien, bei anderen Exemplaren ist das Muster durchgehend gelbgrau. Auf der Unterseite tragen die Jungtiere zwei Längsstreifen und zwischen diesen Streifen sind vor allem hinten hellere Zeichnungen vorhanden. Mit dem Alter werden diese Zeichnungen umfangreicher und können sogar zu einem dritten Längsstreifen zusammenwachsen.
Auf dem Sternum befindet sich bei jüngeren Tieren ein gelbes Längsband, das mit dem Alter schmaler wird, und meistens bleibt nur noch der vordere und hintere Teil dieses Bandes beim ausgewachsenen Weibchen übrig. An den Seiten des Sternums kommen vier hellere Flecken vor.
Seitlich und auf der Unterseite hat das Opisthosoma eine auffallende rote Partie, die in einem Hügel endet, auf dem sich die Spinnwarzen befinden. Die Beine sind dunkel bis schwarz gefärbt und auffallend gelb geringelt.
Die Männchen sind weniger auffällig gefärbt. Das Opisthosoma ist langgestreckt und trägt auf der Oberseite einen dunklen Strich, der aus mehreren Trapezen besteht und von zwei weißen Strichen gesäumt ist. Die Seiten des Opisthosomas sind grau mit weißen Aufhellungen. Die Unterseite zeigt einen dunklen Strich, welcher gesäumt wird durch zwei weiße Striche. Die Beine sind ähnlich gemustert wie diejenigen des Weibchens, wobei die Ringelung mattweiß anstatt leuchtendgelb ist.

## Verbreitung und Unterarten
Die Art Trichonephila clavata wird in zwei Unterarten unterteilt: (Stand: März 2022)
- Trichonephila clavata caerulescens Ono, 2011
- Trichonephila clavata clavata L. Koch, 1878

Das Verbreitungsgebiet von T. c. clavata erstreckt sich in Südostasien von Indien bis nach Japan. In Japan findet sich neben T. c. clavata auch die Unterart T. c. caerulescens, welche dort somit endemisch vorkommt. Die Art an sich ist die einzige Seidenspinnenart in Japan und kommt auf den japanischen Hauptinseln (Honshū, Shikoku, Kyushu) und den Ryūkyū-Inseln vor. Man sieht sie oft im Herbst in Gärten, Parks und im Geäst von Bäumen nahe den Straßen und an Feldwegen.
Als eingeführte Art kommt die Joro Spinne seit einigen Jahren im Nordosten des US-Bundesstaates Georgia vor.

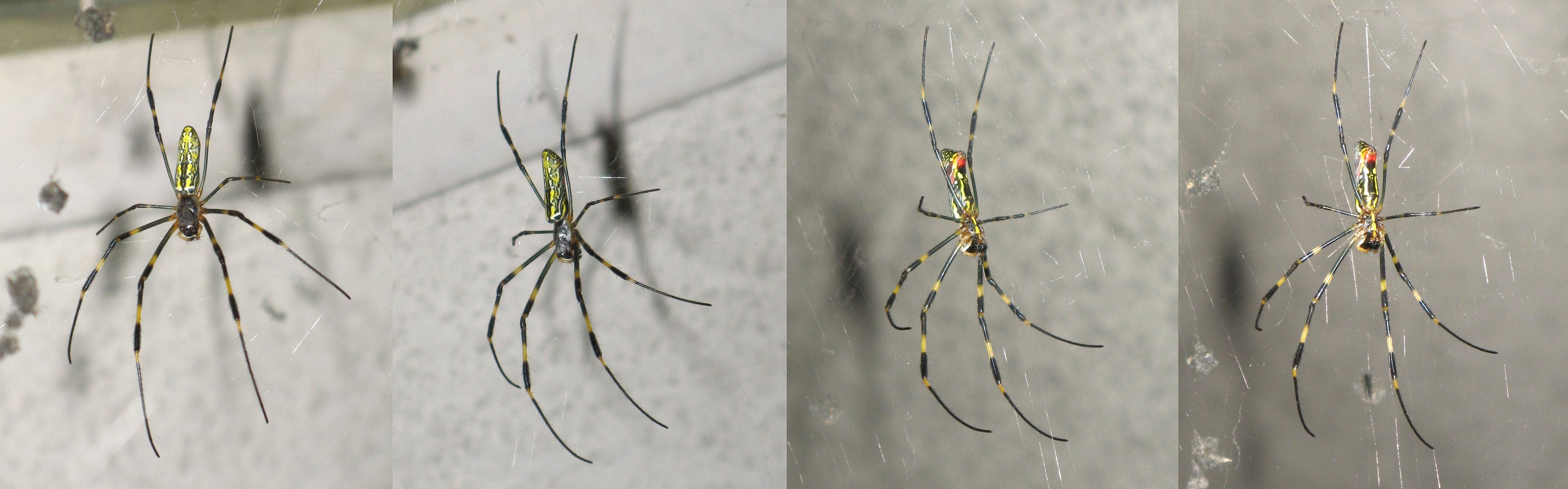
Junges Weibchen von allen Seiten

## Lebensweise
Die Tiere bauen große Radnetze in der Form eines Hufeisens. Die Spinnfäden verlaufen unregelmäßig auf der Vorder- und Hinterseite des Netzes. Von der Seite betrachtet erzeugen die Fäden deshalb einen dreidimensionalen Effekt. Wenn sich ein Beutetier im Netz verfängt, beißt die Spinne sofort ein oder zwei Mal in die Beute. Erst danach wird das Opfer mit Spinnseide eingewickelt.
An den Rändern der Netze halten sich häufig Männchen auf, die auf eine Möglichkeit warten, sich mit dem Weibchen zu paaren. Die Weibchen legen die Eier auf einen Baumstrunk, an eine Gebäudewand oder auf die Unterseite eines Blattes. Dabei werden die Eier mit speziellen Fäden auf die Oberfläche geklebt und bleiben dort während des Winters. Trichonephila clavata ist einjährig, die adulten Individuen sterben bei Wintereinbruch. Die Jungtiere schlüpfen im folgenden Frühjahr (vor allem im Monat Mai). Die Anzahl der Eier ist abhängig vom Nahrungsangebot. Je weniger Nahrung das Weibchen bekommt, desto weniger Eier produziert es.

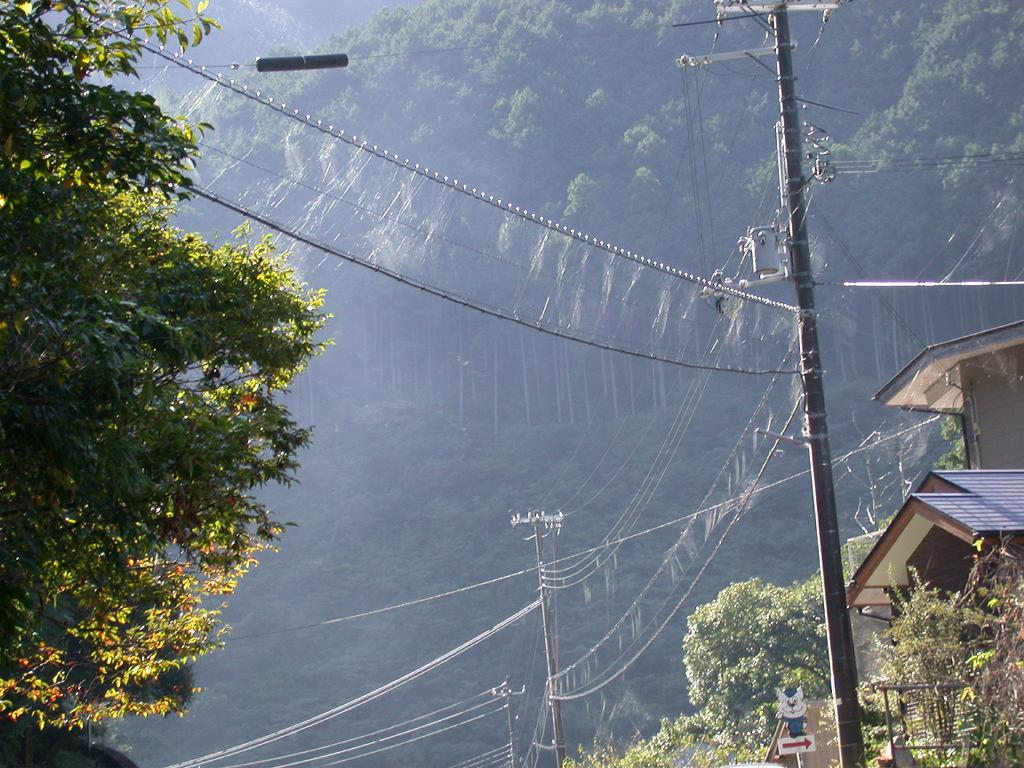
Netze von Trichonephila clavata
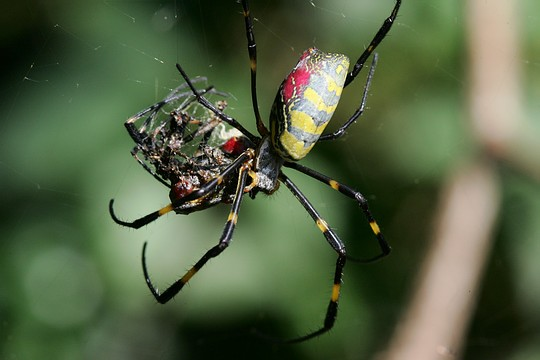
Kannibalismus